# سوبهاش گای
سوبهاش گای (انگلیسی: Subhash Ghai؛ زادهٔ ۲۴ ژانویهٔ ۱۹۴۵) کارگردان، تهیه‌کننده، هنرپیشه و فیلم‌نامه‌نویس اهل کشور هند است.

## بخشی از فیلمشناسی
| فیلم              | سال ساخت | بازیگران                      |
| تهدید             | ۱۹۷۳     | کوم کوم                       |
| کالیچاران         | 1976     | شاتورگان سینها رینا روی       |
| ویشوانات          | 1978     | شاتورگان سینها پرن            |
| گاتام گوویندا     | 1979     | شاشی کاپور شاتورگان سینها     |
| قرض               | 1980     | ریشی کاپور تیان امبانی        |
| سرمه              | 1981     | درمندرا شاشی کاپور            |
| سرنوشت            | 1982     | دیلیپ کومار سانجی دات         |
| دلاور             | 1983     | جکی شروف میناکشی سشادری       |
| جنگ من            | 1985     | آنیل کاپور آمریش پوری         |
| کارما             | 1986     | دیلیپ کومار آنیل کاپور        |
| رام و لاکان       | 1989     | آنیل کاپور جکی شروف           |
| سوداگر            | 1991     | دیلیپ کومار راج کومار         |
| مرد شرور          | 1993     | سانجی دات مادهوری دیکشیت      |
| غریبه             | 1997     | شاهرخ خان ماهیما چودری        |
| ریتم              | 1999     | آکشای خانا آنیل کاپور         |
| خاطرات            | 2001     | جکی شروف هرتیک روشن           |
| کیسنا: شاعر جنگجو | 2005     | ویوک اوبروی                   |
| یووراج            | 2008     | سلمان خان آنیل کاپور زاید خان |
| سیاه و سفید       | 2008     | آنیل کاپور                    |
| کانچی: شکست‌ناپذیر | 2014     | میشتی ریشی کاپور              |

## جوایز
وی تاکنون برندهٔ جوایزی همچون جوایز فیلم‌فیر شده است.
- جایزه بهترین کارگردانی از جشنواره فیلمفیر

برای کارگردانی فیلم سوداگر